# Лени Вилкенс
Лени Вилкенс (енгл. Lenny Wilkens; Њујорк, САД, 28. октобар 1937) је бивши амерички кошаркаш и кошаркашки тренер.
На драфту 1960. одабрали су га Сент Луис хокси као 6. пика. Као тренер Сијетл суперсоникса освојио је НБА прстен 1979. године.